# Galeries Lafayette Haussmann
Les Galeries Lafayette Haussmann son unos grandes almacenes de París situados en el Noveno Distrito de la capital francesa, en el Bulevar Haussmann. Actualmente reciben más de 20 millones de visitantes al año, es decir, unos 55.000 diarios. Se trata de la mayor superficie comercial del mundo occidental y el principal gran almacén europeo por cifra de negocios. Este almacén pertenece a la rama Galeries Lafayette/Nouvelles Galeries del Groupe Galeries Lafayette.

## Historia
La extraordinaria historia de Galerías Lafayette comenzó en el siglo XIX. Audacia y modernidad marcaron el recorrido de la más reciente de las grandes tiendas. 

### Inicios
En 1893, Théophile Bader y Alphonse Kahn, dos primos, crearon Les Galeries Lafayette en la esquina de la rue La Fayette y de la rue de la Chaussée d'Antin, más de 40 años después de Le Bon Marché. El almacén estaba idealmente localizado en las proximidades de la Ópera Garnier, de los grandes bulevares y de la estación de Saint-Lazare. Rápidamente atrajo los empleados de oficinas y la gran burguesía.
En 1896, la sociedad compró la totalidad del inmueble situado en el número 1 de la rue La Fayette y en 1905, los inmuebles número 38, 40 y 42 del Bulevar Haussmann, así como el 15 de la rue de la Chaussée d'Antin.

## Almacenes

### Tienda principal
Galeries Lafayette Paris Haussmann está ubicada en el Boulevard Haussmann en el distrito 9 de París, cerca de la Opera Garnier. Es una tienda insignia de moda de 70.000 m². Una gran variedad de marcas están disponibles en la tienda para adaptarse a todos los presupuestos, desde listas para usar hasta alta costura. La arquitectura de la tienda es art nouveau, con una extraordinaria cúpula y una vista panorámica de París que la ha convertido en una atracción turística de la capital francesa. Galeries Lafayette en París organiza un popular desfile de moda semanal para loBerín, Alemanias visitantes.

#### Berlín, Alemania

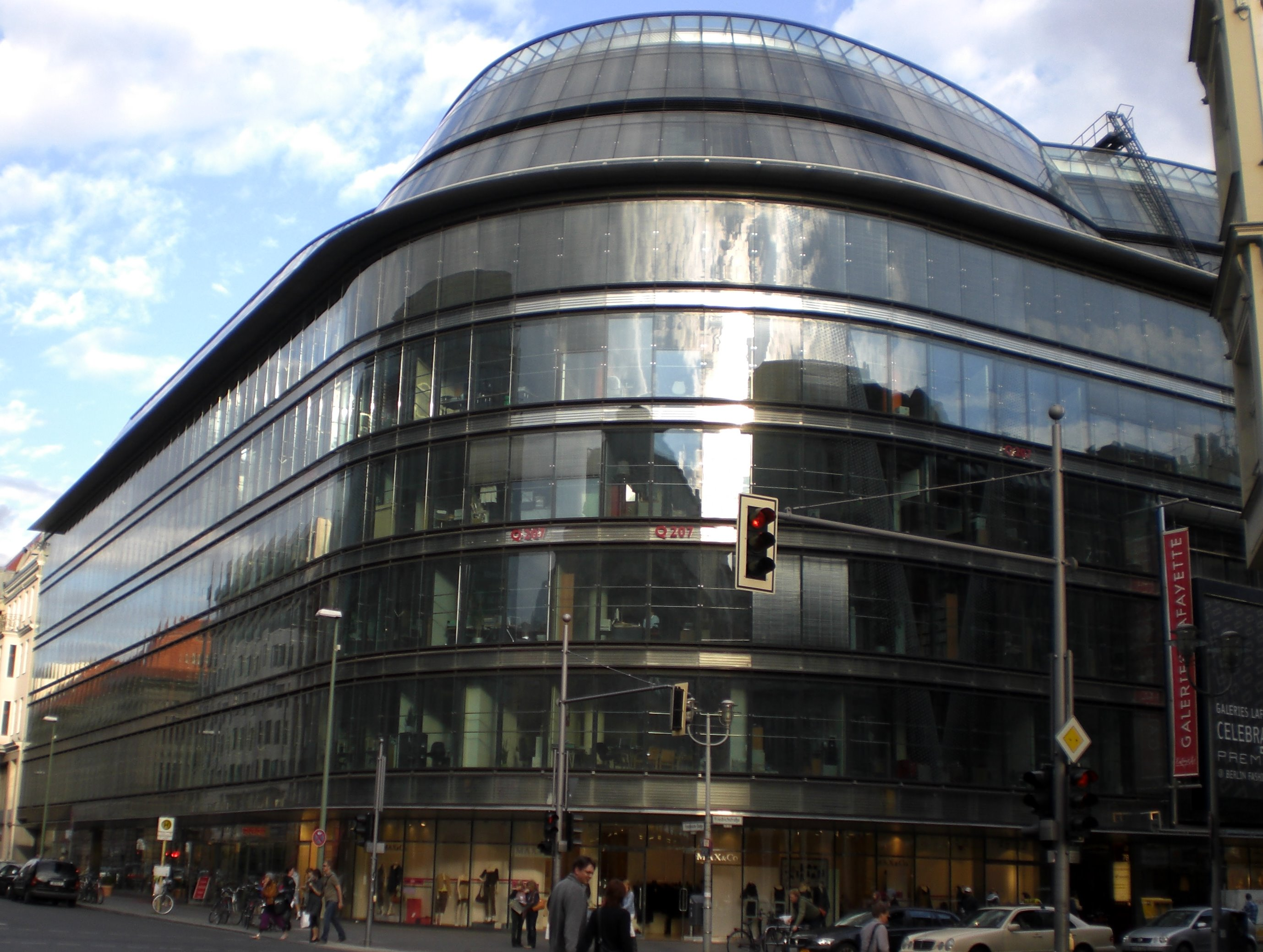
La tienda berlinesa diseñada por Jean Nouvel.

La tienda en Berlín en Alemania fue diseñada por Jean Nouvel y construida entre 1991 y 1995. Está ubicado en Friedrichstraße, dos cuadras al sur de Unter den Linden en la estación de U-Bahn Französische Straße y abrió sus puertas en 1996.

#### Yacarta, Indonesia
Galeries Lafayette abrió su primera tienda en el sudeste asiático después de 21 años, el 11 de mayo de 2013 en el centro comercial Pacific Place. La tienda, que ocupa cuatro pisos, opera en sociedad con PT. Mitra Adiperkasa Tbk., Que también operaba los grandes almacenes japoneses Sogo y Seibu.

#### Dubái, Emiratos Árabes
Una tienda Galeries Lafayette abrió sus puertas en el Dubai Mall el 18 de mayo de 2009. En febrero de 2011, la tienda dio a conocer el primer cajero automático de oro de Dubái. Los compradores pueden insertar efectivo y recibir una cantidad correspondiente de pepitas de oro o monedas.

## Tiendas de ultramar planeadas

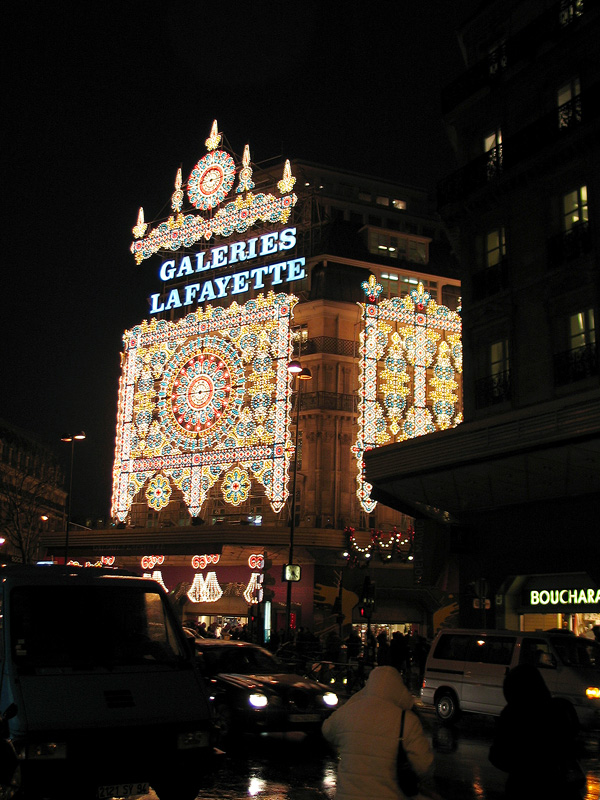
Las galerías Lafayette en el Boulevard Haussmann en París, Navidad 2004

#### Estambul, Turquía
Galeries Lafayette abrirá su segunda ubicación en Vadistanbul en Estambul en 2019, en asociación con el Grupo DEMSA.

#### Doha, Catar
Galeries Lafayette será el ancla de Katara Plaza de Doha, para conmemorar la llegada de la icónica tienda departamental francesa, se organizó una reunión de medios exclusiva el 8 de abril de 2019. Miembros de los medios locales, blogueros y personas influyentes de los medios sociales fueron invitados a una gira y saborear la experiencia de Galeries Lafayette. Inaugurándose en 2019, la tienda cubre un superficie de 15,000 m² de espacios comerciales, operando en asociación con Ali Bin Ali Group.

#### Ciudad de Kuwait, Kuwait
Galeries Lafayette será el ancla de Assima Mall, que abrirá en 2019. La tienda opera en asociación con el Grupo Ali Bin Ali de Doha.

#### Milán, Italia
En junio de 2014, Galeries Lafayette anunció que abrirá su primera ubicación en Italia. El grupo llegó a un acuerdo con Westfield y Gruppo Stilo, dos de los principales especialistas internacionales en centros comerciales, para abrir sus primeros 18.000 propietarios.   m 2 tienda en Milán dentro de Westfield Milano, el mayor centro comercial esperado en Italia.

#### Luxemburgo
El 30 de enero de 2018, Galeries Lafayette abrirá su tienda en Luxemburgo a fines de 2019 en asociación con CODIC, ubicada dentro del proyecto de planificación urbana Royal-Halimus construido por Norman Foster.

### Tiendas cerradas

#### Nueva York
Una ubicación de Galleries Lafayette se abrió en el edificio adyacente a Trump Tower en la ciudad de Nueva York en septiembre de 1991. No tuvo éxito, y se cerró después de tres años.

#### Singapur
La ubicación de Lafayette también se abrió en Singapur, en Orchard Road, debajo del hotel Le Méridien, se mudó a las Torres Liat y se cerró en 1992.

#### Casablanca
En 2008, la tienda anunció un acuerdo de licencia para abrir una tienda en Morocco Mall en 2010, antes de cerrar sus puertas en 2016. La tienda de Casablanca en Morocco Mall fue diseñada por Davide Padoa de Design International. La coordinación del sitio del proyecto fue liderada por Miguel Fernandes y Catia Zizzi. Galeries Lafayette anteriormente operaba una tienda en Casablanca desde la década de 1920 hasta principios de la década de 1970.